# Aigrette
Aigrette er et ord fra fransk der betegner en hatteprydelse eller et hårsmykke lavet af fjer.